# 1303 Luthera
1303 Luthera је астероид. Приближан пречник астероида је 85,45 ,
а средња удаљеност астероида од Сунца износи 3,219 астрономских јединица (АЈ).
Инклинација (нагиб) орбите у односу на раван еклиптике је 19,499 степени, а орбитални период износи 2110,042 дана (5,776 година). Ексцентрицитет орбите астероида износи 0,112.
Апсолутна магнитуда астероида износи 9,00 а геометријски албедо 0,060.
Астероид је откривен 16. марта 1928. године.